# Clistoabdominalis octiparvus
Clistoabdominalis octiparvus är en tvåvingeart som beskrevs av Skevington 2001. Clistoabdominalis octiparvus ingår i släktet Clistoabdominalis och familjen ögonflugor. Inga underarter finns listade i Catalogue of Life.